# Општа болница Пожаревац
Општа болница Пожаревац је здравствена установа у систему здравства Србије која здравствену делатност обавља на секундарном нивоу здравствене заштите, који обухвата специјалистичко–консултативну и болничку здравствену делатност. Налази се у улици Братства Јединства 135.

## Историја
Општа болница Пожаревац се први пут у записима појављујe 1831. године, а званично је пуштена у рад 24. септембра 1832. У марту 1839, после установљавања Попечитељства, формира се „Санитетско одељење”, као стручна установа са самоуправом. Болница се у том периоду налазила у згради у којој је данас Политехничка школа Пожаревац.
Године 1944. долази до потпуног дисконтинуитета са предратном организацијом болнице, за управника је постављен доктор Хранислав Лазаревић. Болница добија назив Државна болница Округа пожаревачког. Из платног списка за новембар 1944. године се види да садржи 28 запослених. Године 1953, одмах након смрти доктора Војислава Воје Дулића, болница је добила име по њему, Општа Болница Пожаревац Воја Дулић. Добија и зграду која до данас представља централни објекат комплекса Општа болница Пожаревац.
Од 1. априла 1989. болница постаје саставни део, тада Медицинског центра, који је следеће године добио назив Здравствени центар, чиме су и престале да постоје одвојене помоћне службе. Општа Болница Пожаревац је постала самостална установа 21. децембра 2011. одвојивши се од осталих које су чиниле Здравствени центар Пожаревац. Од 2017. године је бројала 20.000 пацијената на стационарима, преко 220.000 специјалистичких прегледа, 4000 операција и преко 1100 порођаја годишње.